# Cristóbal de Castillejo
Cristóbal de Castillejo (ur. między 1480 a 1490 w Ciudad Rodrigo, zm. 1550 w Wiedniu) – hiszpański poeta, cysters.

## Życiorys
Był mnichem klasztoru Santa María de Valdeiglesias, mimo to podróżował po Europie, rezygnując z prowadzenia typowego życia klaztornego. W 1525 został sekretarzem króla Czech i Węgier Ferdynanda I Habsburga. Swoją twórczością reprezentował wierność tradycjom lirycznym Kastylii. Pisał satyry, w których występował w obronie tradycyjnych form wersyfikacyjnych hiszpańskiej poezji i przeciwko naśladowaniu włoskiej literatury przez Hiszpanów. W 1542 napisał Kazanie o miłości (Sermón de amores), a w 1544 Dialog kobiet (Diálogo de mujeres). Poza tym tworzył wiersze miłosne, religijne i moralizatorskie wzorowane na twórczości Katullusa i Owidiusza.